# Gucha District
Der Gucha District war ein Distrikt in der Provinz Nyanza in Kenia. Die Hauptstadt des Distrikts war Ogembo. 
Der Distrikt war in die Divisionen Etago, Kenyenya, Nyacheki, Nyamache, Nyamarambe, Ogembo und Sameta unterteilt. Im Rahmen der Verfassung von 2010 wurden die kenianischen Distrikte aufgelöst. Das Gebiet gehört heute zum Kisii County.

## Infrastruktur
In Ogembo befand sich das Gucha District Hospital mit 50 Betten.

## Religion
Der Distrikt gehörte zum Bistum Kisii der Römisch-katholischen Kirche. In der Division Etago bestand seit 1992 die Pfarrei St. Thomas Aposde.